# Emmy von Borgstede
Emmy (auch Emmi) von Borgstede, verheiratete Emmy Ehrhart (* 31. August 1864 in Leppin, Kreis Fürstenthum; † 17. Oktober 1934 in Berlin) war eine deutsche Schriftstellerin.

## Leben
Der Urgroßvater August Heinrich von Borgstede war preußischer Finanzrat. Der Vater August von Borgstede (1829–1886) war Rittergutsbesitzer in Leppin, die Mutter war Emmy, geborene Dannhauer. Um 1871 musste der Vater das Gut verkaufen, seitdem lebte die Familie in einfacheren wirtschaftlichen Verhältnissen.
Emmy wollte Diakonisse werden, was ihr von den Eltern aber nicht erlaubt wurde. Daraufhin arbeitete sie als Erzieherin im Solling und in Oberschlesien. 
Idyllische Landschaften verstärkten ihren Hang zur Poesie, den sie seit frühester Jugend hatte. Bald darauf veröffentlichte sie erste Erzählungen und Novellen in Zeitschriften und Zeitungen, später schrieb sie auch Romane.
1891 zog die Mutter mit den erwachsenen Kindern nach Lichtenberg bei Berlin. Emmy lebte seitdem mit ihrer Schwester Else zusammen, beide publizierten literarische Texte. Seit 1898 war Emmy von Borgstede Vorstandsmitglied der neuen Freien Vereinigung deutscher Schriftstellerinnen.
1907 zogen die beiden Schwestern nach Friedrichsfelde. 1912 heiratete Emmy den Kaufmann Max Ehrhart und zog mit ihm zunächst nach Tempelhof bei Berlin, kurz danach nach Lichtenberg. Ihr letzter Roman wurde 1933 veröffentlicht.
Emmy von Borgstede starb verwitwet 1934 im Alter von 70 Jahren in ihrer Wohnung in Berlin-Lichtenberg.

## Werke
Emmy von Borgstede-Ehrhart veröffentlichte vor allem Novellen und Erzählungen, später auch einige Romane.
- Johannes Demut (Novelle, 1900)
- Der Schmied von Ellerborn. In stürmischer Zeit (2 Erzählungen, 1902)
- Schicksale (Novellen, 1903)
- Moorbach. Siehe, das sind deine Götter (2 Novellen, 1904)
- Die Rose vom Lemberg (Novelle, 1906)
- Im Doktorhause (1914)
- Im Weltgetriebe (Roman, 1914)
- Unter eherner Faust (Roman, 1927)
- Das Gelübde der Berthild Varnhoven (Roman, 1930)
- Jagdschloss Sonnenhöh (Roman, 1933)